# Boeing Yellowstone Project

Capaciteit van huidige en toekomstige Boeing vliegtuigen.

Yellowstone is een project van de Amerikaanse vliegtuigbouwer Boeing om de gehele burgerluchtvaartuigenportefeuille door meer geavanceerde vliegtuigen te vervangen. Nieuwe technologieën die worden geïntroduceerd zijn onder andere meer elektrische systemen (vermindering van de hydraulische systemen), en meer zuinige turbofanmotoren (zoals de Pratt & Whitney PW1000G-turbofan, General Electric GEnx, de CFM International LEAP56, en de Rolls-Royce Trent 1000). De term "Yellowstone" verwijst naar de technologie, terwijl "Y1", Y2 en "Y3" verwijzen naar de werkelijke vliegtuigen.
Yellowstone is verdeeld in drie projecten:
Boeing Y1ter vervanging van de Boeing 737-productlijn. Y1 heeft betrekking op de 100- tot 200-passagiermarkt, en zal gaan concurreren met de Airbus A320-familie.
Boeing Y2ter vervanging van de Boeing 767-productlijn. Het kan ook de plaats innemen van de 777-200. De Y2 is bedoeld om te concurreren met de Airbus A330, Airbus A340 en later de Airbus A350. Het is nu gebouwd als de 787 en bestrijkt de 242- tot 330-(2 klassen) passagiersvoorzieningenmarkt.
Boeing Y3ter vervanging van de 777-300- en 747-producten. De Y3 bestrijkt de 300-400+-passagiermarkt, en zal naar verwachting concurreren met de Airbus A380-familie, alsook het grootste model van de A350-familie, de A350-1000. Het toestel wordt nu ontworpen als de Boeing 777-8 / 9 en bestrijkt de markt met het aantal stoelen van 353 - 427 (3 klassen).